# Açúcar!!!
Açúcar!!! é um álbum dos Afonsinhos do Condado, editado em 1988, em LP. Foi, posteriormente, lançado em CD, em 1998.

## Alinhamento
1. "A Bordo Do "Challenger""  - 05:13
2. "Sambinha Para Gorbachev"  - 03:50
3. "Noites Quentes"  - 05:24
4. "Vivi Com A Lua Cheia"  - 03:08
5. "Rolar No Chão"  - 03:58
6. "Ska Da Ilha"  - 04:11
7. "P'la Casa De Lupita"  - 03:36
8. "No Pátio Dos Sarilhos"  - 02:41
9. "É Hoje O Dia"  - 02:58